# Дворовая тетрадь
Дворцовая тетрадь — список Государева двора Ивана IV Васильевича Грозного. Полное название документа: «Тетрадь дворовая, а в ней писаны бояре, и дьяки да и князья и дети боярские дворовые Московской земли и приказные люди». В описи дел спасённых от пожара (1626) о документе записано: «Книга дворовая, а в ней писаны бояре и окольничие и дьяки и дети боярские Московской земли и приказные люди с 60-х годов».
Составлена в конце 1551 — начале 1552 годов и впоследствии дополнялась. Содержит ценные данные о социальном составе дворян на которых опиралось правительство Ивана IV Васильевича при проведении реформ 50-х годов XVI века и опричнины.
В Дворовой тетради систематически заносились дворяне до начала 60-х годов XVI века. Пометы на полях подлинника содержат сведения о служебных перемещениях лиц, внесённых в список, их дальнейшей судьбе и событиях того времени.
Впоследствии историк К. В. Баранов в Отделе рукописей Российской национальной библиотеки отыскал второй полный список Дворовой тетради.
У историков нет единого мнения относительно появления и составления Дворовой тетради, с какой целью была начата, принцип внесения в неё лиц, причины прекращения записей в документе. По мнения В. Д. Назарова, Дворовая тетрадь могла быть составлена в связи с Земской реформой. А. П. Павлов связывает составление Дворовой тетради с реализацией Тысячной реформы (1550). По его мнению составление Дворовой тетради было вызвано потребностью правительства иметь в процессе проведения реформы двора при пересмотре его личного состава максимально полные сведения от лицах, принадлежащих в высшему слою дворянства.
С. Б. Веселовский и А. А. Зимин отмечали, что Дворовая тетрадь является полным списком Государева двора середины XVI века. Однако в то время членов двора было чуть более 1000 человек, а в Дворовой тетради записано более 4000 человек. Б. Н. Флоря отметил неполноту Дворовой тетради, отсутствие в ней значительного числа служилого дворянства. А. П. Павлов, изучив отдельные рубрики, пришёл к выводу, что Дворовая тетрадь не отражает реальный состав двора, а является документом содержащим полные сведения о лицах, принадлежащих к верхнему слою служилого сословия.